# غوستافو أدريان راميريز
غوستافو أدريان راميريز (بالإسبانية: Gustavo Adrián Ramírez) (13 مايو 1990 في باراغواي - ) هو مدرب كرة قدم ولاعب كرة قدم مكسيكي وباراغواياني في مركز الهجوم. لعب مع كلوب ليون ونادي باتشوكا ونادي تيكوس ودورادوس سينالوا ولوبوس لجامعة بينيمريتا ‏ وMineros de Zacatecas ‏ وAlebrijes de Oaxaca ‏.

## وصلات خارجية
- غوستافو أدريان راميريز على موقع قاعدة بيانات كرة القدم.إي يو (الإنجليزية)
- غوستافو أدريان راميريز على موقع Soccerway.com (الإنجليزية)
- غوستافو أدريان راميريز على موقع عالم كرة القدم.نت (الإنجليزية)
- غوستافو أدريان راميريز على موقع AS.com (الإسبانية)